# HD 40307
Désignations
HD 40307 est une étoile située à 42,2 années-lumière dans la constellation du Peintre (visible depuis l'hémisphère sud). Elle est légèrement plus petite que le Soleil.

## Système planétaire

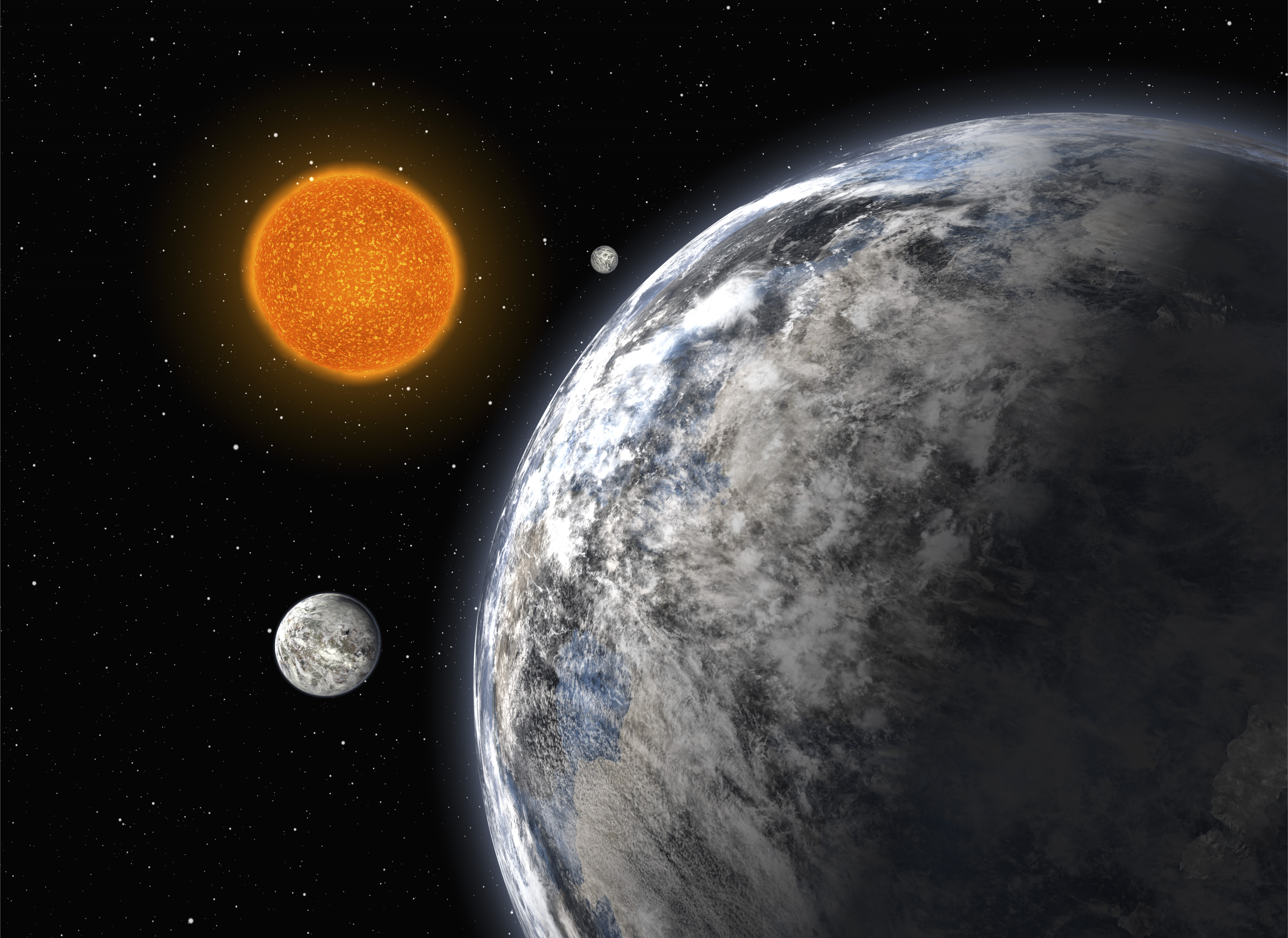
image d'illustration

En juin 2008, au congrès Super Earths 2008 de Nantes, des astronomes européens de l'Observatoire européen austral (ESO) dont Michel Mayor ont annoncé qu'ils avaient découvert trois « super-Terres » en orbite autour de l'étoile. Les trois planètes (HD 40307 b, HD 40307 c et HD 40307 d) ont été détectées avec le spectrographe High Accuracy Radial velocity Planet Searcher (HARPS).
En novembre 2012, trois nouvelles planètes ont été annoncées autour de l'étoile HD 40307. Toutes les trois sont des super-Terres et la dernière se trouve dans la zone habitable du système.
| Planète    | Masse    | Demi-grand axe (ua) | Période orbitale (jours) | Excentricité | Inclinaison | Rayon |
| ---------- | -------- | ------------------- | ------------------------ | ------------ | ----------- | ----- |
| HD 40307 b | ≥ 4,0 M🜨 | 0,046 8             | 4,312 3                  | 0,20         |             |       |
| HD 40307 c | ≥ 6,6 M🜨 | 0,079 9             | 9,618 4                  | 0,06         |             |       |
| HD 40307 d | ≥ 9,5 M🜨 | 0,132 1             | 20,432                   | 0,07         |             |       |
| HD 40307 e | ≥ 3,5 M🜨 | 0,188 6             | 34,62                    | 0,15         |             |       |
| HD 40307 f | ≥ 5,2 M🜨 | 0,247               | 51,76                    | 0,02         |             |       |
| HD 40307 g | ≥ 7,1 M🜨 | 0,600               | 197,8                    | 0,29         |             |       |